# Fever Pitch
|  | Aquest article tracta sobre una novel·la de temàtica esportiva. Vegeu-ne altres significats a «Fever Pitch (desambiguació)». |

Fever Pitch és el títol d'una novel·la autobiogràfica del 1992 de l'escriptor i guionista anglès Nick Hornby.

## Argument
Fever Pitch explica, amb un estil informal i ple d'ironia, les cabòries d'un seguidor acèrrim del club anglès de futbol Arsenal FC. Així, al llarg de 75 capítols, l'autor refereix moments de la vida de hooligan, entre el 1968 i el 1992. Tots els capítols recorden un partit de l'Arsenal FC al qual Hornby va anar.